# Marius Bear
Marius Bear, pseudonimo di Marius Hügli (Bezirk, 21 aprile 1993), è un cantante svizzero con cittadinanza australiana.
Ha rappresentato la Svizzera all'Eurovision Song Contest 2022 con il brano Boys Do Cry.

## Biografia
Dopo gli studi in meccanica, Marius Bear ha deciso di intraprendere una carriera musicale e nel 2017 si è trasferito a Londra, dove ha studiato produzione musicale per un anno presso il British and Irish Modern Music Institute. L'anno successivo ha pubblicato il suo primo EP, Sanity, che ha raggiunto la 36ª posizione nella Schweizer Hitparade e che gli ha fruttato il premio Best Talent agli Swiss Music Awards del 2019. Nel dicembre dello stesso anno è uscito il suo album di debutto, Not Loud Enough, che ha raggiunto il 20º posto nella classifica nazionale.
L'8 marzo 2022 è stato annunciato che l'emittente radiotelevisiva pubblica SRF ha selezionato internamente Marius Bear come rappresentante svizzero all'Eurovision Song Contest 2022 con l'inedito Boys Do Cry, contenuto nell'omonimo album, pubblicato alcune settimane più tardi, con cui ha raggiunto il 5º posto della hit parade nazionale. Nel maggio successivo, dopo essersi qualificato dalla prima semifinale, Marius Bear si è esibito nella finale eurovisiva, dove si è piazzato al 17º posto su 25 partecipanti con 78 punti totalizzati, tutti provenienti dalle giurie nazionali.

## Discografia

### Album in studio
- 2019 – Not Loud Enough
- 2022 – Boys Do Cry

### EP
- 2018 – Sanity

### Singoli
- 2017 – I'm a Man
- 2018 – Roots
- 2018 – Sanity
- 2018 – Remember Me
- 2019 – My Crown
- 2019 – Streets
- 2019 – Blood of My Heartbeat
- 2019 – Come What May
- 2019 – Not Loud Enough
- 2020 – Now or Never
- 2020 – I Wanna Dance with Somebody (Who Loves Me)
- 2021 – High Notes
- 2021 – Heart on Your Doorstep
- 2021 – Waiting on the World to Change (con Pat Burgener)
- 2021 – Roses
- 2021 – Evergreen
- 2022 – Boys Do Cry